# Brame
Brame – rzeka we Francji, przepływająca przez tereny departamentów Creuse oraz Haute-Vienne, o długości 60 km. Stanowi prawy dopływ rzeki Gartempe.